# Mari (godin)

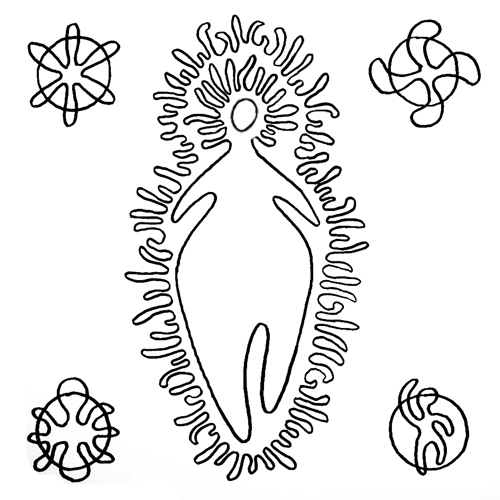
Mari

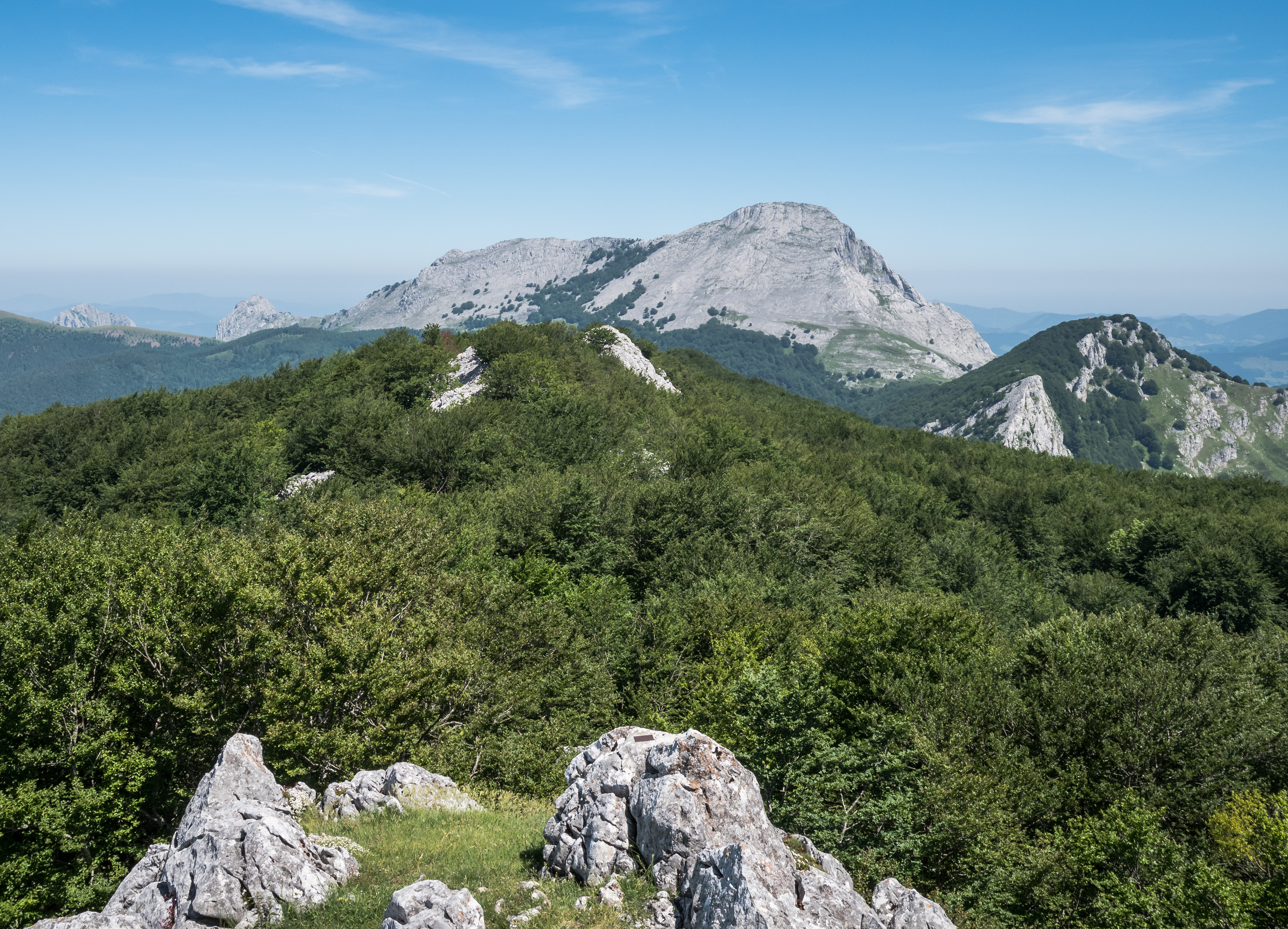
Mari leeft in de Anboto

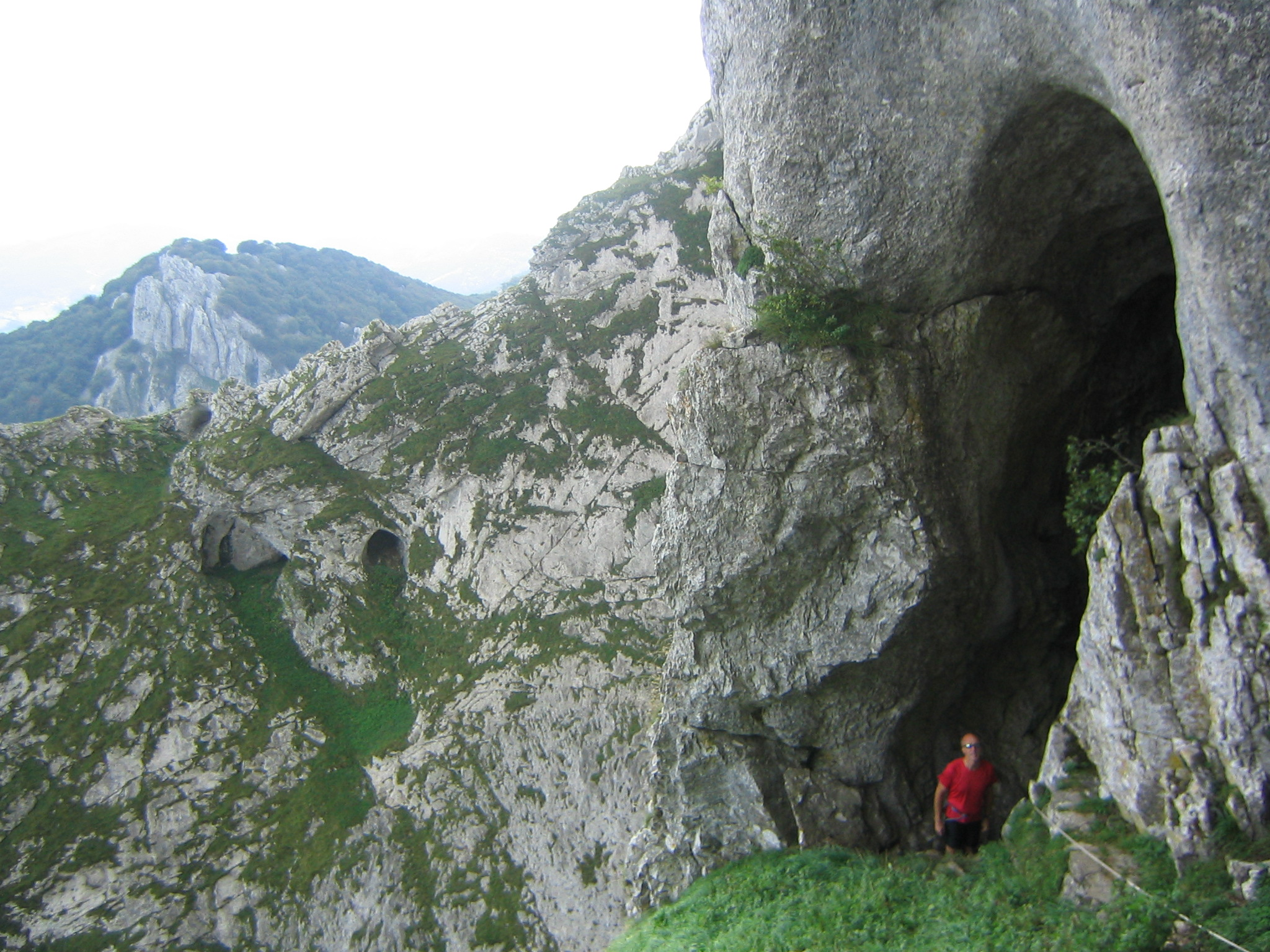
Ingang van de Cueva de Mari in de Anboto

Mari is de belangrijkste godin uit de Baskische mythologie. Ze wordt ook Mari Urraca, Anbotoko Mari (de Vrouw van Anbotoko), Anbotoko Sorgina (de heks van Anboto) and Anbotoko Damie genoemd. Ze kan in verband worden gebracht met Murumendiko Dama.
Ze was getrouwd met de god Sugaar (ook wel Sugoi of Majue genaamd). Samen met haar man had ze twee kinderen, Atarrabi was de goede zoon terwijl Mikleats de slechte was.
Mari wordt in verband gebracht met het weer. Als ze met haar man door de lucht reist, valt er hagel en als ze uit haar grot vertrekt komen er stormen. Als ze in Anboto is regent het en als ze op een andere plek is blijft het droog (de plekken variëren). In Oñate wordt gesproken over Aloña. In Beizama wordt verteld dat hagel voorkomen kan worden door de juiste spreuken uit te spreken.
Volgens mensen in Zeanuri leeft Mari zeven jaren in Anboto en dan zeven jaren in Oiz, in Olaeta wordt gesproken over Gorbea.
Mari leeft onder de grond, vaak in een grot in een hoge berg. Ze ontmoet haar man elke vrijdag en ze creëren dan de stromen die vruchtbaarheid brengen over het land en de mensen. Mari wordt gediend door een groep sorginak (heksen).
In vele legenden heeft Mari dochters of zonen, het aantal varieert.
Mari zou getrouwd zijn met Diego López de Haro, de heer van Biskaje. Mari stond erop dat hij zijn geloof buiten de deur zou houden. Op een dag zag hij dat de voet van zijn vrouw een geitenpoot was en hij maakte het teken van het kruis. Zijn vrouw greep zijn dochter en verdween en kwam nooit weer terug.
Volgens een legende uit Otxandio is ze de kwade zus van een katholieke priester. In andere versies is de priester haar neef, Juanito Christu, en hij kan goed jagen.
In Elorrieta wordt verteld dat ze haar haren kamt bij de grot en geen herder nabij kon komen. Haar krachten konden onschuldige zielen geen kwaad doen.
In het volksverhaal De heks uit de grot wordt verteld over haar zeven kinderen die ze samen met een mens kreeg. Als haar man de kinderen wil laten dopen, verdwijnt de vrouw naar de bergen.
Als men verdwaalt, moet men driemaal haar naam roepen. Ze zal boven het hoofd verschijnen en de weg wijzen.
Folklorist Resurrección María de Azkue verbindt zeven broers aan Mari. Voor haar ongehoorzaamheid werd ze tot heks gemaakt.
Mari rijdt op haar wagen, getrokken door paarden of rammen, door de lucht. Ze wordt geassocieerd met donder en bliksem en wind en ze wordt vaak afgebeeld met de volle maan achter haar hoofd. Ze is vaak gekleed in rood, wordt als vrouw van vuur afgebeeld en als een bliksemflits. Ze wordt in verband gebracht met rode dieren (koe, ram, paard) en met de zwarte geit.

## Achtergronden
- De wagen, getrokken door paarden of rammen, heeft veel overeenkomsten met de Wilde Jacht.
- Mari wordt vaak vereenzelvigd met de Maagd Maria door moderne christelijke Basken.